# Marie Hicks
Marie A. Hicks (Harlem; 20 de diciembre de 1923 - 19 de abril de 2007) fue una activista afroamericana durante el Movimiento por los Derechos Civiles en Estados Unidos. Apodada "La Rosa Parks de Girard College", es conocida por liderar miles de piquetes alrededor de la pared de esa institución académica a mediados de la década de 1960. Sus esfuerzos llevaron a sus hijos a inscribirse en la antigua escuela para blancos en 1968.